# Daniele Callegarin
Daniele Callegarin (né le 21 septembre 1982 à Cuggiono, dans la province de Milan) est un coureur cycliste professionnel italien.

## Palmarès
- 1999
  - 3e du Trofeo Buffoni
- 2001
  - Trofeo Comune di Fontevivo
  - Trophée Lampre
  - 2e de la Coppa Ardigò
- 2002
  - Piccola Coppa Agostoni
  - Trofeo Comune di Piadena
- 2003
  - Gran Premio Comune di Castenedolo
  - 2e du Trofeo Comune di Acquanegra sul Chiese
- 2004
  - Milan-Tortone
  - Trofeo Comune di Orio Litta
  - 2e de la Coppa Comune di Livraga
  - 3e du Gran Premio della Possenta
  - 3e du Trophée Edil C
- 2005
  - Milan-Rapallo
  - Gran Premio Ezio Del Rosso
  - 3e de la Medaglia d'Oro Città di Monza
- 2008
  - 2e de Banja Luka-Belgrade I
  - 3e de Banja Luka-Belgrade II
- 2009
  - Grand Prix de l'industrie et de l'artisanat de Larciano
  - 1re étape du Szlakiem Grodów Piastowskich
  - 2e du Giro del Mendrisiotto
  - 2e du Gran Premio Industria e Commercio Artigianato Carnaghese
  - 3e du Szlakiem Grodów Piastowskich

## Classements mondiaux
| Année           | 2005 | 2006 | 2007 | 2008 | 2009 | 2010 | 2011   |
| --------------- | ---- | ---- | ---- | ---- | ---- | ---- | ------ |
| UCI Europe Tour | 662e | 187e | 698e | 128e | 21e  | 340e | 1 260e |